# EMD SW9
Тепловоз EMD SW9 — маневровый тепловоз, выпускавшийся с декабря 1950 по декабрь 1953 года.
На тепловозе установлен двухтактный 12-ти цилиндровый V-образный дизельный двигатель мощностью 1200 л.с.
786 тепловозов эксплуатируются на железных дорогах США, ещё 29 на железных дорогах Канады. Среди крупнейших эксплуатантов США: Atlantic Coast Line Railroad (65 секций), Chesapeake and Ohio Railway (35), Illinois Central Railroad (70), New York Central Railroad (60), Pennsylvania Railroad (36), Union Pacific Railroad (42). В Канаде больше всего тепловозов этой серии у Canadian National Railway — 10 секций.